# Danbo
O Danbo é um queijo dinamarquês semimacio, feito com leite de vaca. Tem cor amarelada e pequenos buracos, possui sabor untuoso e, quanto mais antigo, mais forte. A maturação dura entre 6 e 20 semanas. É armazenado em caixas retangulares pesando de 6 a 9 quilogramas. Foi premiado com o selo Denominação de Origem Protegida (DOP) da União Europeia.